# Гаджиева, Ольга Ивановна
Ольга Ивановна Гаджиева (род. 14 января 1938) — передовик советской нефтеперерабатывающей промышленности, аппаратчица Ефремовского завода синтетического каучука имени С. В. Лебедева Министерства нефтеперерабатывающей и нефтехимической промышленности СССР, Тульская область, полный кавалер ордена Трудовой Славы (1986).

## Биография
Родилась в 1938 году в городе Ефремов Тульской области в русской семье.
Трудовую деятельность начала в 1957 году, устроившись на работу разнорабочей ремонтно-строительного цеха Ефремовского завода синтетического каучука. В ноябре 1960 года стала работать сливщицей спирта цеха сырья и приготовления шихты. В апреле 1964 года перешла на должность аппаратчицы экстрагирования цеха концентрации дивинила. В 1965 году завершила обучение в Ефремовском химико-технологическом техникуме. С 1969 года член КПСС.
В феврале 1975 года стала трудиться аппаратчицей перегонки цеха азеотропной осушки и ректификации дивинила.
Указом Президиума Верховного Совета СССР от 24 апреля 1975 года была награждена орденом Трудовой Славы III степени.
Указом Президиума Верховного Совета СССР от 6 апреля 1981 года была награждена орденом Трудовой Славы II степени.
Указом Президиума Верховного Совета СССР от 3 июня 1986 года за высокие производственные показатели и большие достижения в труде Ольга Ивановна Гаджиева была награждена орденом Трудовой Славы I степени. Стала полным кавалером Ордена Трудовой Славы.
С 1975 была членом Ефремовского горкома КПСС.
В настоящее время находится на пенсии. Проживает в городе Ефремов Тульской области.

## Награды и звания
- Орден Трудовой Славы I степени (03.06.1986);
- Орден Трудовой Славы II степени (06.04.1981);
- Орден Трудовой Славы III степени (24.04.1975);
- Серебряная медаль «За особый вклад в развитие Тульской области» (2013);
- медали.